# Collegiata di San Lorenzo (Santa Croce sull'Arno)
La collegiata di San Lorenzo si trova a Santa Croce sull'Arno.

## Storia e descrizione
Di fondazione duecentesca, ampliata in forme rinascimentali e danneggiata gravemente dall'ultima guerra.
È a tre navate separate da colonne in pietra, abside rettilineo fiancheggiato da due cappelle, e altari laterali in pietra, oggi spogli delle loro tele seicentesche, tranne un Compianto sul Cristo morto. L'opera più notevole è il Cristo in croce, che ripropone il modello iconografico del Volto Santo di Lucca, importante esempio di scultura lignea tardo duecentesca.
Da ricordare anche una trecentesca Vergine annunciata, scolpita in legno e dipinta, e un Angelo in terracotta parzialmente invetriata. Alla parete di fondo dell'abside si appoggia un dossale d'altare in marmi policromi che incornicia la statua di San Lorenzo (1709).